# Octavianina
Octavianina är ett släkte av svampar som beskrevs av Carlo Vittadini. Octavianina ingår i familjen Octavianinaceae, ordningen Soppar, klassen Agaricomycetes, divisionen basidiesvampar och riket svampar.
Släktet innehåller bara arten Octaviania asterosperma.